# Radenthein
Radenthein è un comune austriaco di 5 925 abitanti nel distretto di Spittal an der Drau, in Carinzia; ha lo status di città (Stadtgemeinde).

## Storia
Radenthein è citata per la prima volta nel 1177 come "Rathetim cum capella"; nel 1930 ottenne lo status di comune mercato e nel 1995 quello di città. Nel 1973 ha inglobato il comune soppresso di Kaning.

## Monumenti e luoghi d'interesse
- Municipio (Rathaus - Hauptstraße 65)
- Chiesa parrocchiale di San Nicola (Pfarrkirche heiligen Nikolaus - Landstraße 6)
- Chiesa evangelica (Evangelische Kirche - Oktober-Straße 2)

## Geografia antropica

### Suddivisioni amministrative

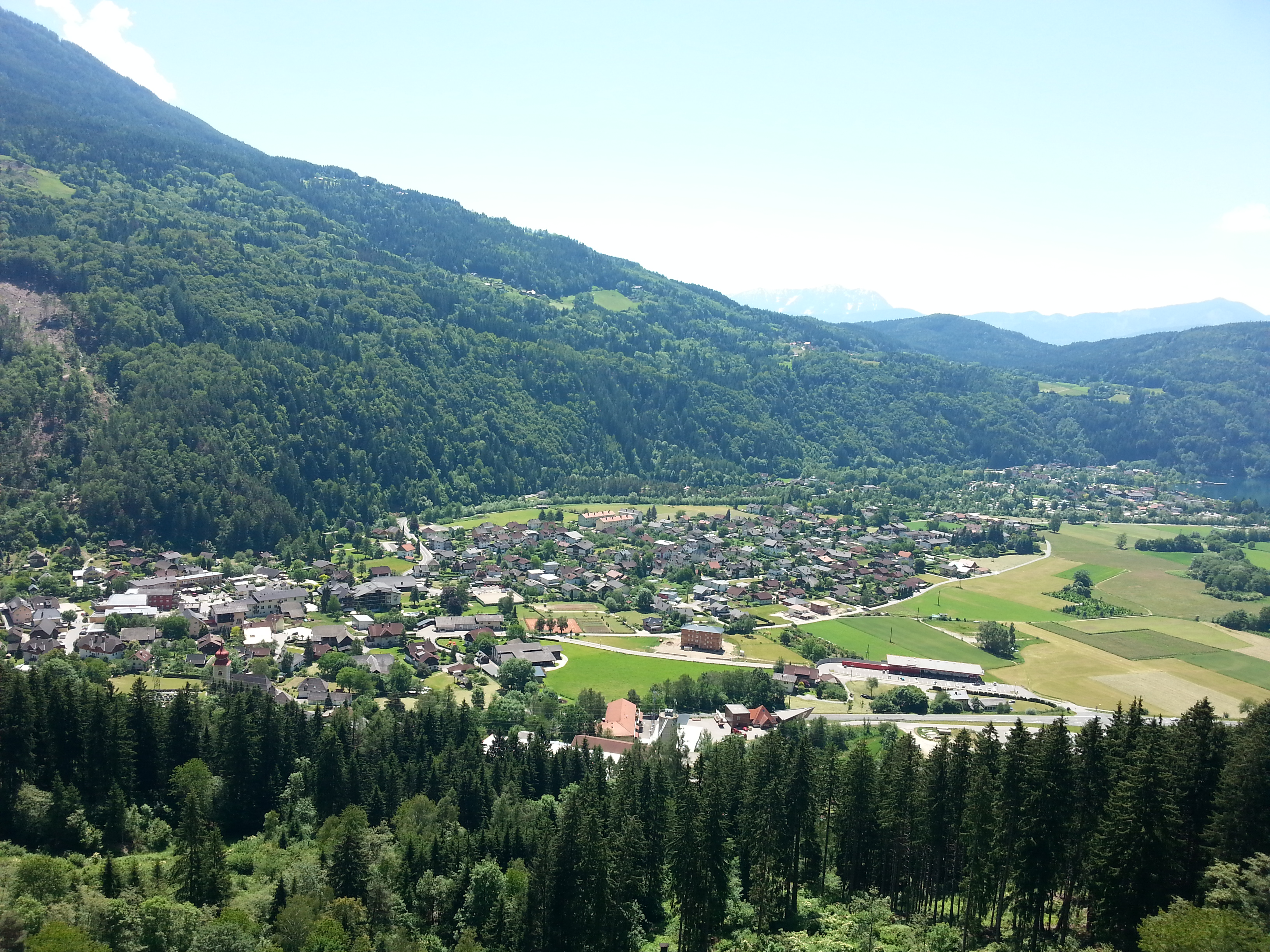
Döbriach

Il territorio del comune è ripartito in sei comuni catastali (Döbriach, Kaning, Laufenberg, Radenthein, Sankt Peter in Tweng e Tweng) e 16 località (tra parentesi il numero di abitanti al 1º gennaio 2015): Dabor (140), Döbriach (1252), Ebene (24), Erdmannsiedlung (301), Frischg (48), Hohensaß (97), Kaning (518), Laufenberg (87), Mitterberg (17), Obertweng (84), Radenthein (1913), Sankt Peter in Tweng (392), Schrott (82), Starfach (175), Untertweng (767) e Zödl (55).

## Infrastrutture e trasporti
È un centro piuttosto trafficato in quanto si trova all'incrocio delle strade che vanno verso Villaco a sud, Spittal an der Drau e il Millstätter See a ovest, e la zona termale e sciistica di Bad Kleinkirchheim a nordest. A Radenthein c'è anche un'autostazione dove si incontrano le linee extraurbane provenienti da Spittal an der Drau, Villao, Bad Kleinkirchheim e Kaning.

## Amministrazione

### Gemellaggi
- Schorndorf
- Ampezzo